# Air Nigeria
Air Nigeria, trước đó mang tên Virgin Nigeria Airways và Nigerian Eagle Airlines, là hãng hàng không được đặt tại Lagos, Nigeria. Sân bay chính của nó được đặt tại Murtala Mohammed International Airport (LOS). Hãng này là hãng thay thế cho một hãng hàng không cũ đó là Nigeria Airways. Air Nigeria ngừng hoạt động vào tháng 9 năm 2012.

### Châu Phi
- Cameroon
  - Douala (Douala International Airport)
- Ghana
  - Accra (Kotoka International Airport)
- Nigeria
  - Abuja (Nnamdi Azikiwe International Airport)
  - Calabar (Margaret Ekpo International Airport)
  - Lagos (Murtala Mohammed International Airport)
  - Port Harcourt (Port Harcourt International Airport)
  - Kano (Mallam Aminu Kano International Airport)
  - Owerri (Imo Airport)
  - Sokoto (Sadiq Abubakar III International Airport)
- Senegal
  - Dakar (Dakar-Yoff-Léopold Sédar Senghor International Airport)
- Nam Phi
  - Johannesburg or (Tambo International Airport)

### châu Âu
- United Kingdom
  - London (London Gatwick International Airport)

### Umrah/Hajj 2007
Jeddah (King Abdulaziz International Airport)

### Đội Bay
- 1 Airbus A340-300 (Thuê từ Virgin Atlantic Airways)
- 1 Airbus A330-200 (Thuê từ bmi)
- 2 Boeing 767-300 (Sẽ thuê từ LatCharter vào Tháng 5,2007)
- 7 Boeing 737-300 (Thuê từ GECAS)
- 1 Fokker-50 (Thuê từ Denim Air)